# Adérito Chimuco Samucambo
Adérito Chimuco Samucambo (* 10. Februar 1983) ist ein angolanischer Politiker der Volksbewegung zur Befreiung Angolas (MPLA), der unter anderem seit 2022 Mitglied der Nationalversammlung ist.

## Leben
Adérito Chimuco Samucambo absolvierte ein Studium der Fächer Politikwissenschaft und Internationale Beziehungen, welches er mit einem Lizenziat (Licenciatura em Ciências Políticas e Relações Internacionais) beendete, und war danach als Journalist tätig. Nachdem er von 2018 bis 2020 Sekretär für Information des Komitees der Volksbewegung zur Befreiung Angolas (MPLA (Movimento Popular de Libertação de Angola)) der Provinz Huambo war, ist er derzeit Zweiter Sekretär des MPLA-Provinzkomitees von Huambo. Am 16. September 2022 wurde er für den Wahlkreis „Huambo“ Mitglied der Nationalversammlung (Assembleia Nacional) und ist derzeit Mitglied des Ausschusses für Mandate, Ethik und parlamentarischen Anstand.

## Weblink
- Adérito Chimuco Samucambo. Nationalversammlung, abgerufen am 18. Mai 2025 (portugiesisch).

| Personendaten    | Personendaten                  |
| ---------------- | ------------------------------ |
| NAME             | Samucambo, Adérito Chimuco     |
| KURZBESCHREIBUNG | angolanischer Politiker (MPLA) |
| GEBURTSDATUM     | 10. Februar 1983               |